# TV5 Monde
TV5 Monde – francuska stacja telewizyjna przeznaczona dla zagranicznej publiczności. Jej najważniejszym zadaniem jest promocja języka francuskiego i kultury krajów francuskojęzycznych.
Znaczna część jej programu pochodzi od krajowych nadawców publicznych, przede wszystkim z Francji, ale także Belgii, Szwajcarii i kanadyjskiego Quebecu.
Nadawana jest w kilku wersjach, nieco innych dla poszczególnych regionów świata. Trzy z nich dostępne są w Europie, w tym również w Polsce, w cyfrowym przekazie niekodowanym z satelitów:
- TV5 Monde FBS – Hot Bird (13°E) i Astra (19.2°E). Główna wersja kanału adresowana do widzów we Francji, belgijskiej Walonii oraz francuskojęzycznych kantonach Szwajcarii.
- TV5 Monde Europe – Hot Bird (13°E), Astra (19.2°E), Hispasat (30°W). Wersja kanału przeznaczona dla pozostałych krajów Europy, w tym Rosji. Część programów zaopatrzona jest w napisy w językach: niemieckim, rosyjskim, holenderskim, szwedzkim, rumuńskim i polskim.
- TV5 Monde Orient – Badr 4 (26°E) – wersja dla krajów arabskojęzycznych Afryki Północnej i Bliskiego Wschodu. Część programów nadawana jest z napisami w języku arabskim.

Pozostałe wersje, niedostępne w Europie:
- TV5 Monde Afrique – Afryka Subsaharyjska,
- TV5 Monde Amérique latine et Caraïbes – Ameryka Łacińska i Karaiby,
- TV5 Monde Asie – Azja (bez Rosji) i Australia, w tym Polinezja Francuska, Nowa Kaledonia i Wallis i Futuna,
- TV5 Monde Québec Canada – Quebec, program nadawany jest pod dawną nazwą – TV5,
- TV5 Monde USA – Stany Zjednoczone.